# Billy Anderson
Billy Anderson ist ein US-amerikanischer Musikproduzent, Tontechniker und Musiker. Anderson wurde in den 1990er Jahren als Tontechniker und Produzent für Metal, Grunge, Alternative und Hardcore Punk bekannt. Er arbeitete seither mit einer Vielzahl verschiedener Bands wie EyeHateGod, Mr. Bungle, Neurosis, Sick of It All, Fantômas und Sleep als Produzent zusammen und agierte als Gastmusiker bei Bands wie The Melvins, Agalloch und Orange Goblin. Hinzukommend ist er Mitglied der Bands Blessing the Hogs, The Men of Porn, Solodolor und Good God.

## Frühe Beteiligungen
Zu Beginn der 1990er Jahre agierte Anderson als Tontechniker für kalifornische Punkbands. Mit den Alben To a Frown von Buzzov•en für Roadrunner Records und Sleep’s Holy Mountain von Sleep für Earache Records gab es 1993 auch die ersten Produktionstätigkeiten im Spektrum des Doom Metal. Noch im gleichen Jahr agierte Anderson als Tontechniker und Koproduzent des The-Melvins-Albums Houdini für Atlantic Records, für welches er ebenso diverse Bassspuren einspielte. In den darauf folgenden Jahren arbeitete er sowohl für Indie- als auch für Major-Label. Für die Warner Music Group und deren Subunternehmen produzierte er unter anderem 1994 das Sick-of-It-All-Album Scratch the Surface und 1995 das Mr.-Bungle-Album Disco Volante. Für Roadrunner Records arbeitete er 1994 als Tontechniker am Buzzov•en-Album Sore und als Produzent für Relapse Records 1996 am Neurosis-Album Through Silver In Blood und am Brutal-Truth-Album Kill Trend Suicide sowie für Century Media am EyeHateGod-Album Dopesick.

## Arbeitsweise
Anderson bevorzugt direkte Aufnahmen. Er verzichtet bewusst auf den Einsatz von Kopfhörern und digitalen Aufnahmen und digitalisiert die analog aufgenommenen Tonspuren erst nach der Aufnahme, um die Aufnahmen mit professionellem Equipment zu bearbeiten und abzumischen. Durch den dominanten Einsatz technischen Geräts würde seiner Ansicht nach das Gefühl in den Stücken verloren gehen.

„Für mich sind Stimmung und Energie weit wichtiger als dass jeder Ton makellos und isoliert ist.“

Halleffekte des Schlagzeugs erzeugt er bevorzugt, indem er eine Aufnahme der gewünschten Schlagzeugspur durch eine PA-Anlage abgespielt im Aufnahmeraum erneut aufnimmt. Die gewünschte Verzerrung wird dabei durch die Anpassung der Entfernung der Lautsprecherboxen zum Mikrofon variiert. Das, als besonders organisch beschriebene Verfahren, nutzte Anderson unter anderem für Die Neurosisalben Enemy of the Sun und Through Silver in Blood, für das selbstbetitelte Debüt der Band Fantômas und Surrounded by Thieves von High on Fire.
Als wichtigen Grundgedanken der Zusammenarbeit, bezeichnet Anderson die Idee sich selbst als Teil der jeweiligen Band zu sehen. Ein weiterer relevanter Faktor seiner Arbeitsweise ist der stetige Versuch den Musikern das erwartete Spiel vorzuführen.

„Ich werde niemandem erklären was er spielen soll, wenn ich mich nicht zumindest hinsetzten kann um es selbst zu versuchen. Ich habe Tontechniker und Produzenten gesehen die irgendwem erklären wollten wie sie spielen sollten, obwohl sie nicht mal annähernd Hoffen konnten es auch selbst zu können. Das erscheint mir ziemlich Scheinheilig. Ich kann nicht alles spielen aber ich versuche zumindest die Idee zu verdeutlichen…“

## Beteiligungen (Auswahl)
| Jahr | Interpret                      | Album                                                                 | Label                                                     | Produktion | Tontechnik | Musiker |
| ---- | ------------------------------ | --------------------------------------------------------------------- | --------------------------------------------------------- | ---------- | ---------- | ------- |
| 1991 | Jawbreaker                     | Bivouac                                                               | Tupelo Records                                            | Ja         | Ja         | Nein    |
| 1991 | Helios Creed                   | Lactating Purple                                                      | Amphetamine Reptile Records                               | Nein       | Ja         | Nein    |
| 1992 | Consolidated                   | Play More Music                                                       | Nettwerk Records / I.R.S. Records                         | Nein       | Ja         | Nein    |
| 1992 | Consolidated                   | Warning: Explicit Lyrics                                              | Nettwerk Records / Capitol Records                        | Nein       | Ja         | Nein    |
| 1993 | Clutch                         | Transnational Speedway League: Anthems, Anecdotes & Undeniable Truths | Atlantic Records                                          | Nein       | Ja         | Nein    |
| 1993 | Buzzov•en                      | To a Frown                                                            | Roadrunner Records                                        | Ja         | Ja         | Nein    |
| 1993 | Sleep                          | Sleep’s Holy Mountain                                                 | Earache Records                                           | Ja         | Ja         | Nein    |
| 1993 | J Church                       | Quetzalcoatl                                                          | Allied Records                                            | Nein       | Ja         | Nein    |
| 1993 | The Melvins                    | Houdini                                                               | Atlantic Records                                          | Nein       | Ja         | Ja      |
| 1993 | Jawbreaker                     | 24 Hour Revenge Therapy                                               | Tupelpo Records                                           | Nein       | Ja         | Nein    |
| 1993 | Buzzov•en                      | Sore                                                                  | Roadrunner Records                                        | Ja         | Ja         | Nein    |
| 1993 | Surgery                        | Shimmer                                                               | Atlantic Records                                          | Nein       | Ja         | Nein    |
| 1993 | Neurosis                       | Enemy of the Sun                                                      | Alternative Tentacles                                     | Nein       | Ja         | Nein    |
| 1995 | Acid King                      | Zoroaster                                                             | Sympathy For The Record Industry                          | Nein       | Ja         | Nein    |
| 1995 | Mr. Bungle                     | Disco Volante                                                         | Warner Music Group                                        | Ja         | Ja         | Nein    |
| 1996 | Neurosis                       | Through Silver in Blood                                               | Relapse Records                                           | Ja         | Ja         | Nein    |
| 1996 | Swans                          | Soundtracks for the Blind                                             | Atavistic Records                                         | Nein       | Ja         | Nein    |
| 1996 | Red House Painters             | Songs for a Blue Guitar                                               | Island Records                                            | Nein       | Ja         | Nein    |
| 1996 | Unsane                         | Sick                                                                  | Man’s Ruin Records                                        | Nein       | Ja         | Nein    |
| 1996 | ¡TchKung!                      | Post World Handbook                                                   | Tim/Kerr Records                                          | Ja         | Ja         | Ja      |
| 1996 | Brutal Truth                   | Kill Trend Suicide                                                    | Relapse Records                                           | Ja         | Ja         | Nein    |
| 1996 | 7 Year Bitch                   | Gato Negro                                                            | Atlantic Records                                          | Ja         | Ja         | Nein    |
| 1996 | Secret Chiefs 3                | First Grand Constitution and Bylaws                                   | Amarillo Records                                          | Nein       | Ja         | Nein    |
| 1996 | Dale Crover                    | Drumb                                                                 | Man’s Ruin Records                                        | Nein       | Ja         | Nein    |
| 1996 | EyeHateGod                     | Dopesick                                                              | Century Media                                             | Ja         | Ja         | Nein    |
| 1997 | Altamont                       | Wanted Dead or Alive                                                  | Man’s Ruin Records                                        | Ja         | Nein       | Nein    |
| 1997 | Brutal Truth                   | Sounds of the Animal Kingdom                                          | Relapse Records                                           | Nein       | Ja         | Nein    |
| 1997 | Kiss it Goodbye                | She Loves Me She Loves Me Not                                         | Revelation Records                                        | Ja         | Ja         | Nein    |
| 1997 | Damad                          | Rise & Fall                                                           | Prank Records                                             | Ja         | Ja         | Ja      |
| 1997 | Dead and Gone                  | God Loves Everyone But You                                            | Alternative Tentacles                                     | Ja         | Nein       | Nein    |
| 1997 | Acid King                      | Down with the Crown                                                   | Man’s Ruin Records                                        | Nein       | Ja         | Nein    |
| 1998 | Tribes of Neurot               | Rebegin                                                               | Invisible Records                                         | Nein       | Ja         | Nein    |
| 1998 | Unsane                         | Occupational Hazard                                                   | Relapse Records                                           | Nein       | Ja         | Nein    |
| 1998 | Altamont                       | Civil War Fantasy                                                     | Man’s Ruin Records                                        | Nein       | Ja         | Ja      |
| 1998 | Buzzov•en                      | …At a Loss                                                            | Off the Records                                           | Ja         | Ja         | Nein    |
| 1999 | Bongzilla                      | Stash                                                                 | Relapse Records                                           | Ja         | Ja         | Nein    |
| 1999 | Rocky Roberts                  | Stasera Mi Butto                                                      | Belle Voci                                                | Nein       | Nein       | Ja      |
| 1999 | Sleep                          | Jerusalem / Dopesmoker                                                | (London Records) Rise Above Records Southern Lord Records | Ja         | Ja         | Nein    |
| 1999 | Mr. Bungle                     | California                                                            | Warner Music Group                                        | Ja         | Ja         | Nein    |
| 1999 | Fantômas                       | Fantômas                                                              | Ipecac Recordings                                         | Nein       | Ja         | Nein    |
| 1999 | Lost Goat                      | Equator                                                               | TeePee Records                                            | Nein       | Ja         | Nein    |
| 1999 | Ratos de Porão                 | Carniceria Tropical                                                   | Alternative Tentacles                                     | Ja         | Ja         | Nein    |
| 1999 | Acid King                      | Busse Woods                                                           | Man’s Ruin Records                                        | Nein       | Ja         | Nein    |
| 2000 | Orange Goblin                  | The Big Black                                                         | The Music Cartel / Rise Above Records                     | Ja         | Ja         | Nein    |
| 2000 | High on Fire                   | The Art of Self Defense                                               | Man’s Ruin Records                                        | Ja         | Nein       | Nein    |
| 2000 | Damad                          | Burning Cold                                                          | Prank Records                                             | Ja         | Ja         | Nein    |
| 2001 | Alabama Thunderpussy           | Staring at the Divine                                                 | Relapse Records                                           | Ja         | Ja         | Nein    |
| 2001 | Cathedral                      | Endtyme                                                               | Earache Records                                           | Ja         | Nein       | Nein    |
| 2001 | Converge                       | Deeper the Wound                                                      | Deathwish Inc.                                            | Ja         | Nein       | Nein    |
| 2002 | Sourvein                       | Will to Mangle                                                        | Southern Lord                                             | Ja         | Ja         | Nein    |
| 2002 | High on Fire                   | Surrounded by Thieves                                                 | Relapse Records                                           | Ja         | Ja         | Nein    |
| 2002 | Teeth of Lions Rule the Divine | Rampton                                                               | Southern Lord                                             | Ja         | Nein       | Nein    |
| 2003 | Weedeater                      | Sixteen Tons                                                          | Crucial Blast                                             | Ja         | Nein       | Nein    |
| 2004 | The Men of Porn                | Wine, Woman and Song                                                  | Small Stone Records                                       | Ja         | Ja         | Ja      |
| 2004 | Orange Goblin                  | Thieving from the House of God                                        | Rise Above Records / Metal Blade Records                  | Ja         | Ja         | Ja      |
| 2004 | Cerrito                        | Love Me Forever Today                                                 | Checo Records                                             | Ja         | Ja         | Ja      |
| 2004 | Crisis                         | Like Sheep Led to Slaughter                                           | The End Records                                           | Ja         | Ja         | Ja      |
| 2004 | Ludicra                        | Another Great Love Song                                               | Alternative Tentacles                                     | Ja         | Ja         | Nein    |
| 2005 | Sons of Otis                   | X                                                                     | Small Stone Records                                       | Ja         | Ja         | Nein    |
| 2005 | Buzzov•en                      | Welcome to Violence                                                   | Alternative Tentacles                                     | Nein       | Ja         | Nein    |
| 2005 | Om                             | Variations on a Theme                                                 | Holy Mountain Records                                     | Ja         | Ja         | Nein    |
| 2005 | Blessing the Hogs              | The Twelve Gauge Solution                                             | Goodfellow Records                                        | Ja         | Ja         | Ja      |
| 2005 | Primordial (Band)              | The Gathering Wilderness                                              | Metal Blade Records                                       | Ja         | Ja         | Nein    |
| 2005 | Skarp                          | Requiem                                                               | Alternative Tentacles                                     | Ja         | Ja         | Nein    |
| 2005 | Acid King                      | III                                                                   | Small Stone Records                                       | Ja         | Ja         | Nein    |
| 2006 | Giant Squid                    | Metridium Fields                                                      | The End Records                                           | Ja         | Ja         | Nein    |
| 2006 | Om                             | Conference of the Birds                                               | Holy Mountain Records                                     | Ja         | Ja         | Nein    |
| 2006 | Asunder                        | Works Will Come Undone                                                | Profound Lore Records                                     | Ja         | Ja         | Nein    |
| 2008 | Blood Ceremony                 | Blood Ceremony                                                        | Rise Above Records                                        | Ja         | Ja         | Nein    |
| 2009 | Cattle Decapitation            | The Harvest Floor                                                     | Metal Blade Records                                       | Ja         | Ja         | Nein    |
| 2010 | Årabrot                        | Revenge                                                               | Fysisk Format                                             | Ja         | Ja         | Nein    |
| 2012 | Obelyskkh                      | White Lightnin'                                                       | Exile on Mainstream Records                               | Ja         | Ja         | Nein    |
| 2012 | Amenra                         | Mass V                                                                | Neurot Recordings                                         | Ja         | Ja         | Nein    |
| 2012 | Witch Mountain                 | Cauldron of the Wild                                                  | Profound Lore Records                                     | Ja         | Ja         | Nein    |
| 2014 | Agalloch                       | The Serpent & the Sphere                                              | Profound Lore Records                                     | Ja         | Ja         | Ja      |
| 2014 | EyeHateGod                     | EyeHateGod                                                            | Housecore Records                                         | Ja         | Ja         | Nein    |
| 2014 | Atriarch                       | An Unending Pathway                                                   | Relapse Records                                           | Ja         | Ja         | Nein    |
| 2015 | Leviathan                      | Scar Sighted                                                          | Profound Lore Records                                     | Nein       | Ja         | Nein    |